# Dicaelodontus haesitator
Dicaelodontus haesitator là một loài tò vò trong họ Ichneumonidae.